# 2,4-Dinitrofenol
2,4-dinitrofenol je od svih sredstva za mršavljenje najotrovniji i najsmrtonosniji preparat koji su ljudi ikad pokušali koristiti za mršavljenje. 

## Povijest
Osnovna namjena ovog pripravka je kao sredstvo za detonaciju u TNT eksplozivima, a i kao otrov za štakore i insekticid. Svojstvo DNF-a da izaziva gubitak tjelesne težine je po prvi put primijećeno sasvim slučajno. Naime, gojazni su radnici u tvornicama za proizvodnju municije za potrebe američke vojske u Prvom svjetskom ratu neobjašnjivo mnogo smršavili u kratkim vremenskim razdobljima. Naknadnom istragom utvrđeno je da je DNF, s kojim su radnici dolazili u dodir, bio glavni krivac za takvu neobičnu pojavu. Iako u to vrijeme nije bilo objašnjenja za tu pojavu počeo se naveliko preporučivati kao odlično sredstvo za mršavljenje. Tako je u 30-im godinama prošlog stoljeća postao izrazito popularan. No, zbog velike opasnosti po zdravlje, nakon nekoliko godina povučen je iz prodaje. Mnogi su korisnici kao vrlo ozbiljnu nuspojavu doživjeli pojavu sive mrene na očima. Nerijetki su bili i smrtni slučajevi zbog predoziranja.

## Djelovanje
DNF ili bilo koji slični kemijski spoj ne možemo naći niti u jednom živom organizmu, pa se stoga smatra da je njegova upotreba apsurdna. Unatoč tomu, DNF je u posljednje vrijeme postao nevjerojatno popularan među bodybuilderima i fitness populacijom, osobito u SAD-u. 
DNF povećava sagorijevanje kalorija na način da povećava tjelesnu temperaturu blokirajući oksidativnu fosforilaciju u mitohondrijima stanice. DNF sprječava da se ATP koristi kao energija. Neprijeporno je da DNF pojačava metabolizam kao niti jedan pripravak do sada. Čak pri relativno malenim dozama od 3-5 mg po kilogramu tjelesne težine dnevno, DNF ubrzava metabolizam za 30%. Ako se preparat koristi kontinuirano, taj postotak raste čak do 50%. Tim tempom moguće je sagorjeti do 0,5 kg tjelesne masnoće dnevno. Naravno, s ovakvim izvanrednim djelovanjem dolazi i do velike opasnosti. Četverostruka količina od one preporučene sasvim sigurno izaziva smrt. DNP s većom dozom podiže i tjelesnu temperaturu toliko da može doći do koagulacije bjelančevina što oštećuje prvenstveno mozak. Jednostavno rečeno, DNP može spaliti mozak. Također, dolazi do ireverzibilnih oštećenja jetre i bubrega.
|  | Molimo pročitajte upozorenje o korištenju medicinskih informacija. Ne provodite liječenje bez savjetovanja s liječnikom! |